# Péter Marót
Péter Marót (* 27. Mai 1945 in Miskolc; † 7. Juni 2020 in Budapest) war ein ungarischer Fechter.

## Erfolge
Péter Marót belegte mit der ungarischen Säbelmannschaft 1970 in Ankara, 1971 in Wien und 1975 in Budapest jeweils den zweiten Platz bei Weltmeisterschaften. 1973 wurde er mit ihr in Göteborg Weltmeister. Im Einzel gewann er seine einzige Medaille 1975 mit Bronze. Er nahm an zwei Olympischen Spielen teil. Bei den Olympischen Spielen 1972 in München erreichte er im Einzel die Finalrunde, die er hinter Wiktor Sidjak auf dem Silberrang abschloss. Mit der Mannschaft gewann er zudem die Bronzemedaille. 1976 in Montreal belegte er im Einzel den 18. Rang, während er mit der Mannschaft einen erneuten Medaillengewinn mit Platz vier knapp verpasste.
Am 7. Juni 2020 starb Marót an den Folgen eines schweren Verkehrsunfalls, in den er wenige Tage zuvor verwickelt war.